# فيليب تاليسكي
فيليب تاليسكي مواليد 28 مارس 1996 في جمهورية مقدونيا، هو لاعب كرة يد مقدوني يلعب كظهير أيسر. مثل منتخب مقدونيا لكرة اليد.

## روابط خارجية
- فيليب تاليسكي على موقع الاتحاد الأوروبي لكرة اليد (الإنجليزية)